# Abolitionisme (slavernij)

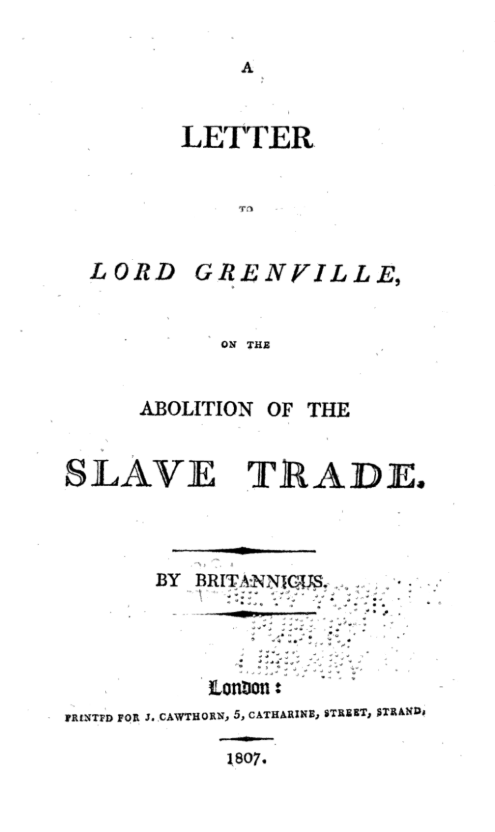
Een brief aan Lord Grenville uit 1807 over de slavenhandel

Abolitionisme is het streven naar afschaffing van de slavernij. In de 18e eeuw ontstonden bewegingen die ijverden voor de afschaffing van de slavernij, zoals de Société des amis des Noirs in Frankrijk. In de 19e eeuw volgden onder meer de Anti-Slavery Society in het Verenigd Koninkrijk en de Société antiesclavagiste de Belgique in België.

## Nederlandse Rijk

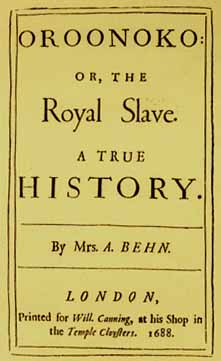
Eerste editie van de roman Oroonoko, 1688 van Aphra Behn

Tegen het einde van de 17e eeuw gingen stemmen op die de uitwassen van het slavernijstelsel aanklaagden. Een van de eersten was Aphra Behn met haar roman Oroonoko uit 1688 over een tot slaaf gemaakte Afrikaanse prins die naar de Britse kolonie Suriname gebracht was. De anti-slavernijbeweging kwam in de Republiek zeer langzaam op gang en werd pas onder druk van Engeland enigszins bespoedigd. In 1807 deed Engeland een poging de slavernij ook in Suriname - toen kortstondig een onderdeel van het Britse Rijk - af te schaffen. Toen in 1815 toen de kolonie terug werd gegeven aan het koninkrijk der Nederlanden gaf Koning Willem I te kennen mee te werken aan het Verdrag van Parijs (1815) en het Wener Congres (1814-1815) en verbood in 1815 de Trans-Atlantische slavenhandel.
Met de publicatie van het boek De zaak der negerslaven, en der inwooneren van Guinéa in 1790 leverde Betje Wolff een belangrijke bijdrage aan het beginnende antislavernijdebat in Nederland.[3] Het boek was een vertaling van La cause des esclavs negres uit 1789 van de Zwitserse abolitionist Benjamin-Sigismond Frossard met wiens ideeën zij in Parijs in aanraking kwam. In 1855 werd in Amsterdam het  Damescomité ter bevordering van de Afschaffing der Slavernij in Suriname opgericht door Anna Bergendahl. In Nederland en internationaal waren vrouwen zeer actief in de abolitionisme beweging, omdat hun activiteiten sociaal geaccepteerd waren. 
De slavernij werd in 1859 voor Nederlands-Indië opgeheven en met de Emancipatiewet in 1863 werd de slavernij in de kolonie Suriname en de kolonie Curaçao en onderhorigheden afgeschaft.

## Britse Rijk
Alhoewel slavernij niet veel voorkwam in Engeland, en nog minder in andere delen van het koninkrijk Groot-Brittannië, was het in de Engelse kolonies algemeen voorkomend.
In 1772 kwam er een zaak voor het gerecht in Engeland over een weggelopen slaaf, James Somerset. Slavenhouder Charles Stewart probeerde hem naar Jamaica terug te verschepen. De rechter van dienst was Lord Chief Justice William Murray, Lord Mansfield. Hij baseerde zijn oordeel op de Magna Carta en de Habeas Corpus Act. Op 22 juni 1772 oordeelde hij dat: Gelijk welke ongemakken mogen volgen van een besluit, ik kan niet besluiten dat dit toegestaan is en de zwarte moet daarom vrijuit gaan. Hierdoor werd duidelijk dat slavernij op gespannen voet met het Engelse recht was komen te staan. Het vonnis betekende echter nog niet het einde van slavernij in Engeland, het maakte het vanaf dat moment echter wel illegaal om slaven tegen hun wil uit Engeland te verwijderen.
Een gelijkwaardige zaak, van Joseph Knight, vond vijf jaar later plaats in Schotland en maakte slavernij illegaal onder het Schotse recht. Desondanks waren er tot 1799 nog autochtone Schotse mijnwerkers die als slaaf geboren waren en in de mijnen tewerkgesteld werden. Deze categorie slaven emancipeerde dus pas 22 jaar na de Knight-zaak.
In 1783 ontstond er een anti-slavernij beweging onder het Britse publiek. In dat jaar vormde een groep Engelse quakers de eerste abolitionistische organisatie. De quakers bleven van het grootste belang gedurende de hele geschiedenis van de beweging. Op 17 juni 1783 werd het onderwerp formeel voor de regering gebracht door Cycil Wray in de vorm van een quaker petitie aan het parlement. In datzelfde jaar deed de Anglicaanse bisschop van Chester, Beilby Porteus, een oproep aan de Kerk van Engeland om zich niet in te laten met slavenhandel en te ijveren voor de verbetering van de toestand van de Afro-Caraïbische slaven. Afrikanen speelden zelf ook een rol in de afschaffing van de slavernij. Zo was er bijvoorbeeld in Groot-Brittannië Olaudah Equiano, wiens autobiografie negen herdrukken kende tijdens zijn leven. Zijn echte naam was Gustavus Vassa en zijn boek verscheen in 1787 onder de titel The Interesting Narrative of the Life of Olaudah Equiano, Or Gustavus Vassa, The African. Hij voerde onverminderd campagne tegen de slavernij.
In mei 1787 werd het comité voor de abolitie van de slavenhandel gevormd. Granville Sharp en Thomas Clarkson waren twee van de twaalf comitéleden die merendeels uit quakers bestond. Clarkson was vooral betrokken bij het verzamelen van informatie over de slavenhandel ten behoeve van het comité. Quakers konden in die tijd echter geen parlementslid worden en dus overtuigden ze William Wilberforce om als spreekbuis te dienen in het parlement.

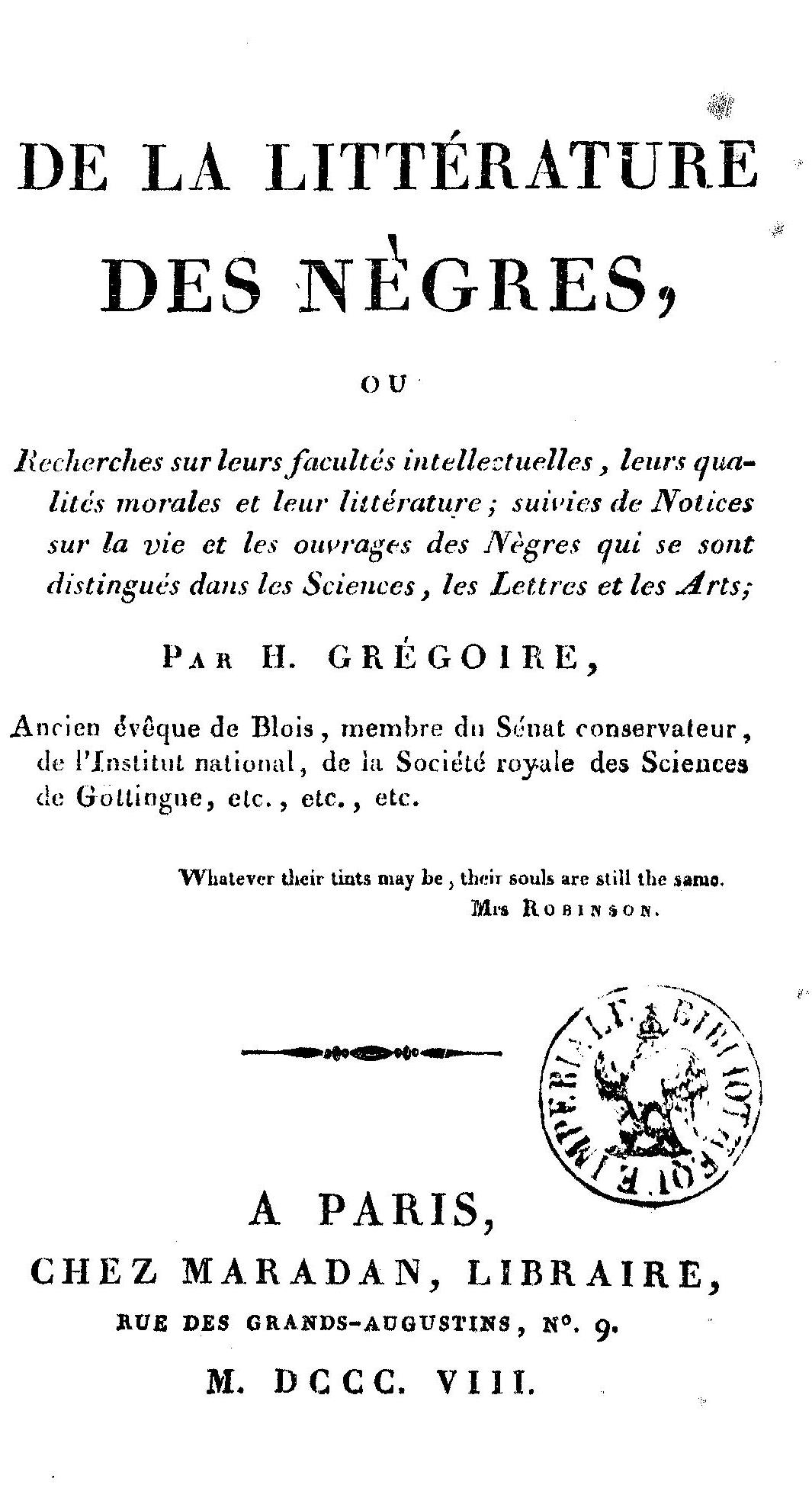
Titelpagina van een boek van Abbé Grégoire over "de literatuur van de negers"

Een netwerk van lokale abolitionistische groepen werd opgericht. Ze voerden campagne door middel van publieke bijeenkomsten, pamfletten en petities. De beweging had de steun van quakers, baptisten en methodisten en ze probeerden ook het industrieel proletariaat mee te krijgen. Zelfs vrouwen en kinderen, voorheen een niet-politieke groep, raakten betrokken. Sierra Leone werd een kolonie voor Britse ex-slaven in Afrika dankzij de quakers.
Op 25 maart 1807 nam het Britse parlement onder leiding van Lord Grenville de Abolition of the Slave Trade Act aan. In een van de bepalingen werd een boete van 100 pond opgelegd voor elke slaaf die op een Brits schip gevonden werd. De bedoeling was de trans-Atlantische slavenhandel af te schaffen, niet de slavernij of de handel in slaven tussen de koloniën of plantage-eigenaren. De Verenigde Staten werkte mee aan de nieuwe wet.
In 1820 werd de abolitionistische beweging opnieuw actief en voerde campagne tegen slavernij. In 1823 werd de Anti-Slavery Society opgericht. In 1827 verordende het Verenigd Koninkrijk dat slavenhandel een vorm van piraterij was waarop de doodstraf kwam te staan. In 1833 werd slavernij verboden in de Britse kolonies bij de Slavery Abolition Act. Om de eigenaren in Engeland en de plantagehouders in de Caraïben schadeloos te stellen werd 20 miljoen pond als compensatie uitbetaald.

## Franse rijk
De Société des amis des Noirs ontstond vlak voor de Franse Revolutie op 19 februari 1788. Ze had als doel de onmiddellijke afschaffing van de slavernij en werd geleid door Jacques Pierre Brissot en Étienne Clavière. De Société zag de afschaffing van de slavernij als onmiddellijk doel (programma van markies de Condorcet) ondanks de oproepen van Thomas Clarkson (een vooraanstaand Brits abolitionist) om enkel tegen de slavenhandel te ageren. Een van de belangrijke Franse abolitionisten uit die tijd was abbé Grégoire ofte Henri Grégoire.
Op 4 februari 1794, tijdens het Schrikbewind van Robespierre bekrachtigde de Nationale Conventie het voorstel van Léger-Félicité Sonthonax om slavernij af te schaffen. In 1802 werd de slavernij hersteld onder keizer Napoleon I. Bij het Verdrag van Parijs (1815) werd koning Lodewijk XVIII onder druk gezet om de slavenhandel terstond af te schaffen. In 1848 werd ze definitief afgeschaft in Frankrijk en in de Franse kolonies.

### Haïti
Bij de Haïtiaanse Revolutie (1791-1804), waarbij de slaven van Haïti hun onafhankelijkheid op Frankrijk bevochten, werd in Haïti als eerste land ter wereld de slavernij volledig afgeschaft.

## Verenigde Staten

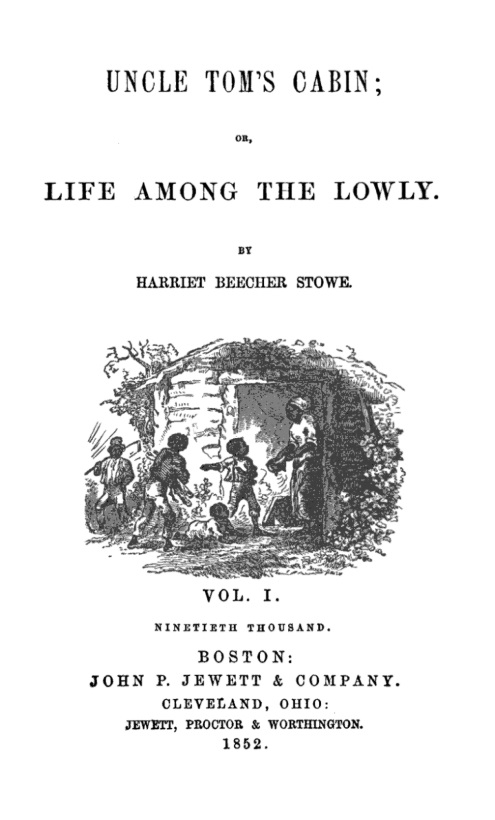
Titelpagina van de eerste druk van Uncle Tom's cabin (De hut van Oom Tom) uit 1852

De Germantown Quaker Petition Against Slavery (Quaker-petitie tegen slavernij van Germantown) uit 1688 wordt beschouwd als het eerste document van het Amerikaanse abolitionisme. Het abolitionisme in de Verenigde Staten ontstond eind achttiende eeuw. Steeds meer mensen in de noordelijke staten van Amerika stelden dat de slaven die in de zuidelijke staten werkten, zonder compensatie voor slaveneigenaars onmiddellijk zouden moeten worden bevrijd. John Brown, Frederick Douglass, William Lloyd Garrison, Sojourner Truth, Harriet Tubman en Harriet Jacobs waren bekende abolitionisten. De Act Prohibiting Importation of Slaves verbood sinds 1808 de invoer van nieuwe slaven uit Afrika. Verkoop van binnen de VS geboren slaven was nog wel mogelijk.
De roman Uncle Tom's Cabin (De hut van Oom Tom) van Harriet Beecher Stowe uit 1852 heeft de stroming een brede basis bezorgd in het bewustzijn van de bevolking van de noordelijke staten.
Slavernij was de belangrijkste oorzaak van de Amerikaanse Burgeroorlog.

## Mexico
De onafhankelijkheidsstrijders Miguel Hidalgo en José María Morelos riepen bij het verklaren van de opstand tegen het Spaanse gezag op tot het afschaffen van de slavernij. Bij het Plan van Iguala van 1820, dat de basis vormde van de Mexicaanse onafhankelijkheid, werd voorgenomen de slavernij af te schaffen. Desalniettemin werd slavernij pas wettelijk verboden volgens de eerste grondwet in 1824. De laatste slaven werden in 1829 bevrijd. Veel landeigenaren in Texas protesteerden echter tegen het vrijlaten van de slaven, wat een van de redenen vormde voor de Texaanse afscheiding van Mexico in 1835.

## Brazilië
In 1888 werd de Lei de Aurea ondertekend door prinses Isabella, oudste dochter van keizer Peter II en kroonprinses van het Braziliaanse Rijk. De Lei de Aurea hield in dat de slavernij ook in Brazilië werd afgeschaft. Brazilië was het laatste land van Zuid-Amerika dat de slavernij volledig afschafte.

## Moderne slavernij
Moderne slavernij verwijst naar praktijken in de hedendaagse geschiedenis die lijken op slavernij, ook al is slavernij officieel wereldwijd afgeschaft en verboden. Slavernij kan dan betrekking hebben op elke vorm van gedwongen werk, verblijf of uitbuiting, inclusief mensenhandel en zelfs mensensmokkel. Naargelang de gehanteerde definities wordt het aantal slachtoffers dan geraamd op 20 tot bijna 100 miljoen mensen wereldwijd. Organistaties als Anti-Slavery International en Walk Free Foundation trachten het fenomeen in kaart te brengen en op de agenda te plaatsen.

## Tabel
| Afschaffing slavernij      | Afschaffing slavernij |
| Land / Gebied              | Jaar afschaffing      |
| -------------------------- | --------------------- |
| Republiek Dubrovnik        | 1416                  |
| Britse Rijk                | 1833                  |
| Suriname / Antillen        | 1863                  |
| Nederlands Indië           | 1859                  |
| Verenigde Staten (Noorden) | 1777 - 1804           |
| Verenigde Staten (Zuiden)  | 1862 - 1865           |
| Franse Rijk (eerste keer)  | 1794                  |
| Franse Rijk (definitief)   | 1848                  |
| Spaanse Rijk (muv Cuba)    | 1811                  |
| Portugese Rijk             | 1858                  |
| Cuba                       | 1886                  |
| Brazilië                   | 1888                  |
| Rusland                    | 1861                  |
| Mexico                     | 1824                  |
| Haiti                      | 1791 - 1804           |
| Tunesië                    | 1846                  |